# Bothriechis lateralis
Bothriechis lateralis е вид змия от семейство Отровници (Viperidae). Видът не е застрашен от изчезване.

## Разпространение
Разпространен е в Коста Рика и Панама.

## Описание
Продължителността им на живот е около 12,5 години. Популацията на вида е стабилна.